# Natatolana caeca
Natatolana caeca là một loài chân đều trong họ Cirolanidae. Loài này được Dollfus miêu tả khoa học năm 1903.